# 코끼리고기
코끼리고기는 코끼리의 고기이다.

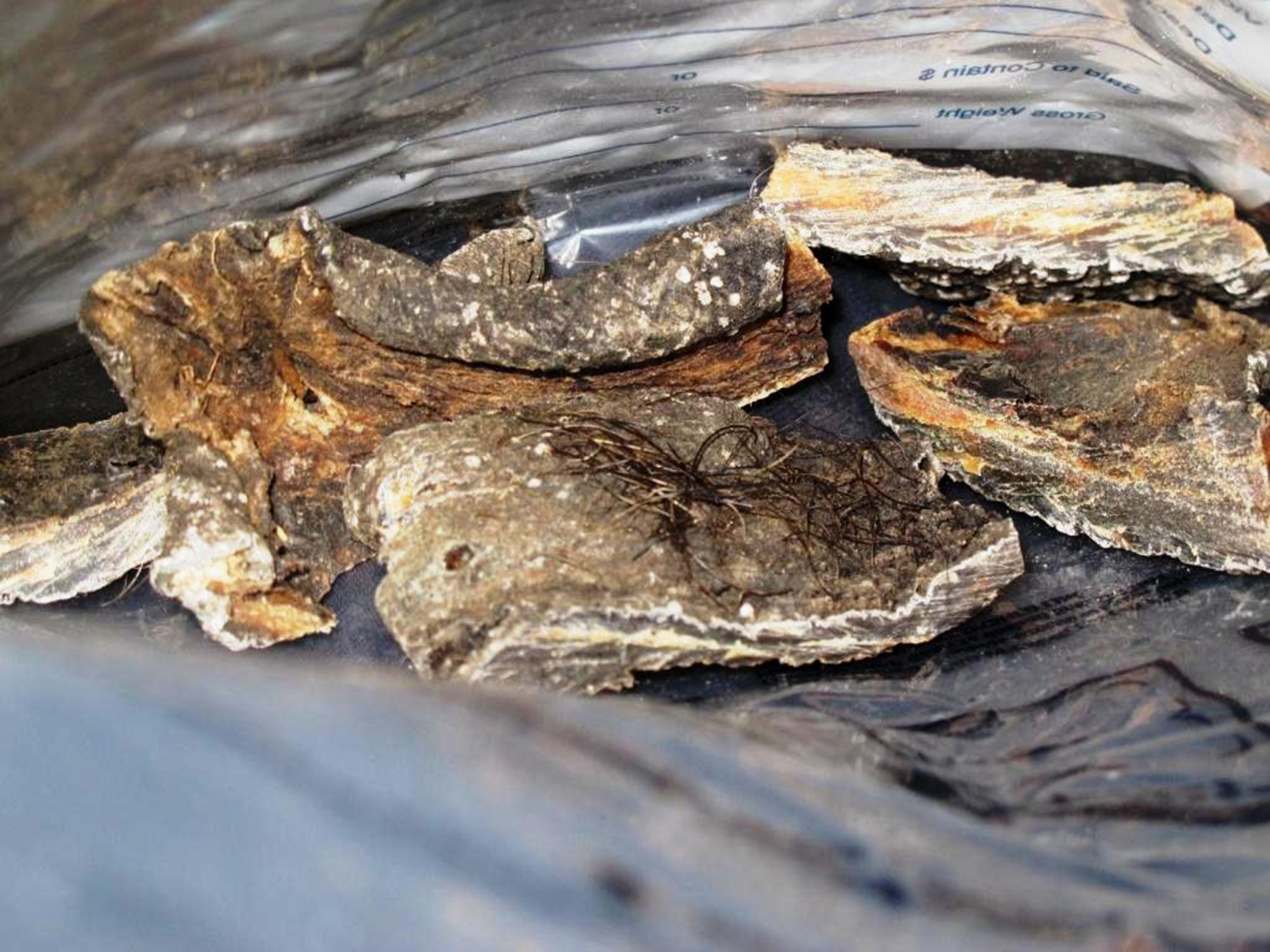

아프리카 국가에서 주로 생산되며, 보통 가뭄이나 전쟁 등으로 인해 식량이 떨어졌을 경우 최후의 수단으로 코끼리고기를 먹는 경우가 많다. 맛은 나쁘지 않은 수준이라고 한다.  짐바브웨의 독재자 로버트 무가베는 잔치를 벌일 때마다 코끼리고기를 즐겼다.
인도 아삼 지역에서는 코끼리고기가 병을 회복시켜주고 건강을 유지시킨다는 전설이 있으나, 불교 문화권에서는 코끼리를 숭상하는 종교적 이유로 인해 금지 식품으로 지정되었다.

## 같이 보기
- 코끼리